# José Joaquín Moya Esquiva
José Joaquín Moya Esquiva és un polític valencià, alcalde de Bigastre i diputat al Congrés dels Diputats.

## Trajectòria
És llicenciat en ciències econòmiques i abans d'entrar en política treballava d'economista a una caixa d'estalvis revisant assegurances. Militant del PSPV-PSOE des de 1977, en 1983 va substituir en el Congrés dels Diputats al seu company de partit, Antonio García Miralles, quan va deixar l'escó per presentar-se a les eleccions a les Corts Valencianes de 1983. De 1983 a 1986 fou vocal de les Comissions d'Economia, Comerç i Hisenda i de la Comissió Especial d'Estudi per la Reforma de la Legislació d'Arrendaments Urbans. De 1986 a 1988 fou senador designat per les Corts Valencianes, on fou vocal de la Comissió de Justícia.
Simultàniament es va presentar a les eleccions municipals espanyoles de 1979 com a candidat del seu partit a l'alcaldia de Bigastre, però fou derrotat pel candidat de la UCD. Nogensmenys, a les eleccions municipals espanyoles de 1983 fou escollit alcalde de Bigastre, elecció que va renovar a les eleccions municipals espanyoles de 1987, 1991, 1995, 1999, 2003 i 2007. Tanmateix, es va veure obligat a deixar l'alcaldia quan el 28 d'octubre de 2008 fou detingut amb el secretari-interventor municipal de l'Ajuntament i dos empresaris, acusat d'un presumpte delicte urbanístic en permutar 1.500 metres quadrats de sòl al polígon industrial a canvi d'un local comercial de dues plantes, al centre de Bigastre. En setembre de 2012 el Jutjat Número 3 d'Oriola el va condemnar a set anys d'inhabilitació per a ocupar càrrecs públics per un delicte de prevaricació, quan entre juny i agost de 2005 es van tramitar l'alienació d'una parcel·la de 35.000 metres quadrats a favor de la mercantil Promociones Alicante Torrevieja SL per 160 bungalow i un hotel, i d'altres 45.000 metres quadrats per a un camp de golf proper.